# Padoh Mahn Sha Lah Phan
Padoh Mahn Sha Lah Phan (en birmano: ဖဒိုမန်းရှာလာဖန်း; 5 de julio de 1943 – 14 de febrero del 2008) fue el Secretario General de la Unión Nacional Karén (KNU), el grupo rebelde más grande de Birmania.

## Primeros años
Nació y se crio en Tawgyaung, Distrito de Maubin.  Estudió en la Universidad de Rangún, recibiendo el título de historiador.  Después de graduarse,  se unió a la resistencia karén en Birmania, y luego, al igual  muchos otros miembros del movimiento de resistencia Karén,  cambió su nombre a Mahn Sha Lah Phan, el cual en karén significa "Señor Luna Estrellada Brillante".  Escogió la estrella y a la luna (Sha Lah) para representar la luz del futuro, y el  brillante (Phan) en la creencia de que el futuro sería brillante.

## Activismo
El KNU, a través de su ala armada, el Ejército de Liberación Nacional Karén, ha estado combatiendo contra el gobierno birmano por la independencia del Pueblo Karén desde 1949. Opera en Birmania y Tailandia. Ejerció como Secretario General del KNU. Sha Lah Phan estuvo en contra de cualquier forma de rendición ante el gobierno birmano.

## Vida privada
Padoh Mahn Sha Lah Phan se casó con una exmilitante del KNU, Nang Kyin Shwe, y tuvo tres hijos además de adoptar un niño llamado Say Say. A pesar de sus entradas y salidas en la frontera Tailandia-Birmania, insistía en que sus hijos recibieran la misma educación que él y había adoptado a Say Say para darle una educación  mejor de la que habrían tenido disponible en su pueblo natal. Sus dos hijas, Zoya Phan y Nant Bwa Bwa Phan, son actualmente activistas políticas en el Reino Unido, y Bwa Bwa es actualmente representante del KNU en el Reino Unido.
En 2005, Phan permitió a dos niños birmanos hacerse pasar como refugiados para quedarse en su casa en Noh Poe. Los niños eran realmente niños soldados enviados para asesinarlo a él y a Zoya, pero antes de que pudieran llevar a cabo su plan admitieron que su verdadero motivo era unirse a su causa. A cambio, él les autorizó a quedarse en Noh Poe para impedir que fuesen llevados al ejército birmano.

## Asesinato
El 14 de febrero de 2008, alrededor de las 4:30pm en la ciudad fronteriza de Mae Sot, Tailandia, Sha Lah Phan estaba sentado en la veranda de su casa cuándo dos hombres armados se le acercaron trayéndole regalos, el cual era según se dice era un canasto de frutas. Es entonces cuando uno de ellos le propina dos disparos en el pecho, mientras que el segundo hombre armado le disparó mientras yacía en el suelo. Los atacantes huyeron en una camioneta. Su hogar estaba aproximadamente cinco kilómetros de la frontera Tailandia-Birmania. Murió instantáneamente a la edad de 64 años.
Phan había predicho un aumento en violencia al frente de un referéndum constitucional birmano en mayo del 2008, en una entrevista periodística con Reuters, en la misma semana de su muerte. Su hijo adoptivo, Say Say Phan, culpó a un grupo disidente karén, el Ejército Budista Demócratico Karén (DKBA), para llevar a cabo el ataque a favor de los gobernantes militares birmanos.